# Помбалинью (Сантарен)
Помбалинью (порт. Pombalinho) — район (фрегезия) в Португалии, входит в округ Сантарен. Является составной частью муниципалитета Сантарен. Входит в экономико-статистический субрегион Лезирия-ду-Тежу, который входит в Рибатежу. Население составляет 530 человек на 2001 год. Занимает площадь 7,68 км².